# Faye Urban
Pour les articles homonymes, voir Urban (homonymie).
Faye Urban (née le 28 octobre 1945 à Windsor en Ontario et morte le 11 novembre 2020) est une joueuse  de tennis canadienne des années 1960.
Elle a notamment remporté le tournoi du Canada en simple dames en 1969 (contre sa compatriote Vicky Berner en finale).

## Palmarès (partiel)

### Titre en simple dames
| No | Date | Nom et lieu du tournoi | Catégorie | Surface      | Finaliste    | Score    |  |
| -- | ---- | ---------------------- | --------- | ------------ | ------------ | -------- |  |
| 1  | 1969 | Canadian Open, Toronto |           | Terre (ext.) | Vicky Berner | 6-2, 6-0 |  |

### Finales en simple dames
| No | Date | Nom et lieu du tournoi      | Catégorie | Surface      | Vainqueure         | Score    |  |
| -- | ---- | --------------------------- | --------- | ------------ | ------------------ | -------- |  |
| 1  | 1965 | Canadian Nationals, Toronto |           | Gazon (ext.) | Julie Heldman      | 6-3, 8-6 |  |
| 2  | 1968 | Canadian Nationals, Toronto |           | Terre (ext.) | Peaches Bartkowicz | 6-3, 6-3 |  |

### Titres en double dames
| No | Date | Nom et lieu du tournoi           | Catégorie | Surface      | Partenaire   | Finalistes                    | Score         |  |
| -- | ---- | -------------------------------- | --------- | ------------ | ------------ | ----------------------------- | ------------- |  |
| 1  | 1964 | Cincinnati tournament Cincinnati |           | Dur (ext.)   | Brenda Nunns | Jean Danilovich Cathie Gagel  | 6-1, 7-9, 6-2 |  |
| 2  | 1965 | Canadian Nationals Toronto       |           | Gazon (ext.) | Vicky Berner | Julie Heldman Benita Senn     | 6-8, 6-4, 6-1 |  |
| 3  | 1966 | Canadian Nationals Vancouver     |           | Gazon (ext.) | Vicky Berner | Rita Bentley Jean Mary Wilson | 6-4, 6-1      |  |
| 4  | 1967 | Canadian Nationals Montréal      |           | Gazon (ext.) | Vicky Berner | NC                            | 6-3, 6-3      |  |
| 5  | 1968 | Canadian Nationals Toronto       |           | Terre (ext.) | Vicky Berner | NC                            | NC            |  |
| 6  | 1969 | Canadian Open Toronto            |           | Terre (ext.) | Brenda Nunns | Jane O'Hara NC                | 6-1, 6-1      |  |

## Parcours en Grand Chelem (partiel)

### En simple dames
| Année | Championnat d'Australie Open d'Australie | Championnat d'Australie Open d'Australie | Internationaux de France | Internationaux de France | Wimbledon       | Wimbledon     | US National US Open | US National US Open |
| ----- | ---------------------------------------- | ---------------------------------------- | ------------------------ | ------------------------ | --------------- | ------------- | ------------------- | ------------------- |
| 1964  | -                                        | -                                        | -                        | -                        | -               | -             | 2e tour (1/32)      | Françoise Dürr      |
| 1965  | -                                        | -                                        | -                        | -                        | -               | -             | 1er tour (1/32)     | Patricia Cody       |
| 1966  | -                                        | -                                        | 3e tour (1/16)           | Judy Tegart              | 2e tour (1/32)  | Norma Baylon  | 2e tour (1/16)      | Virginia Wade       |
| 1967  | -                                        | -                                        | 1er tour (1/64)          | Jeanine Lieffrig         | 1er tour (1/64) | Nell Truman   | 3e tour (1/16)      | Ann Haydon-Jones    |
| 1968  | -                                        | -                                        | 1er tour (1/64)          | Judy Congdon             | 2e tour (1/32)  | Julie Heldman | -                   | -                   |
| 1969  | -                                        | -                                        | -                        | -                        | 2e tour (1/32)  | Denise Carter | 2e tour (1/16)      | Julie Heldman       |

À droite du résultat, l’ultime adversaire.

### En double dames
| Année | Championnat d'Australie Open d'Australie | Championnat d'Australie Open d'Australie | Internationaux de France    | Internationaux de France  | Wimbledon                     | Wimbledon                 | US National US Open          | US National US Open       |
| ----- | ---------------------------------------- | ---------------------------------------- | --------------------------- | ------------------------- | ----------------------------- | ------------------------- | ---------------------------- | ------------------------- |
| 1964  | -                                        | -                                        | -                           | -                         | -                             | -                         | 1er tour (1/32) Brenda Nunns | J. Bricka Carol Hanks     |
| 1966  | -                                        | -                                        | 2e tour (1/16) Brenda Nunns | M. Smith Judy Tegart      | -                             | -                         | 3e tour (1/8) Vicky Berner   | F. Dürr Gail Sherriff     |
| 1967  | -                                        | -                                        | 3e tour (1/8) Vicky Berner  | Judy Tegart Lesley Turner | 1/4 de finale Vicky Berner    | Judy Tegart Lesley Turner | 2e tour (1/16) Vicky Berner  | Tory Ann S. Defina        |
| 1968  | -                                        | -                                        | -                           | -                         | 2e tour (1/16) Vicky Berner   | F. Dürr Ann Haydon        | -                            | -                         |
| 1969  | -                                        | -                                        | -                           | -                         | 1er tour (1/32) Julie Anthony | F. Dürr Ann Haydon        | 1er tour (1/16) Jane O'Hara  | A. M. Arias Mary McAnally |

Sous le résultat, la partenaire ; à droite, l’ultime équipe adverse.

### En double mixte
| Année | Championnat d'Australie Open d'Australie | Championnat d'Australie Open d'Australie | Internationaux de France     | Internationaux de France   | Wimbledon                     | Wimbledon                | US National US Open         | US National US Open     |
| ----- | ---------------------------------------- | ---------------------------------------- | ---------------------------- | -------------------------- | ----------------------------- | ------------------------ | --------------------------- | ----------------------- |
| 1964  | -                                        | -                                        | -                            | -                          | -                             | -                        | 1er tour (1/16) H. Fauquier | Ann Haydon Pietrangeli  |
| 1966  | -                                        | -                                        | 2e tour (1/16) P. Van Lingen | A. Van Zyl Frew McMillan   | 1er tour (1/64) P. Van Lingen | F. McLennan S. Matthews  | 1/4 de finale P. Van Lingen | Carol Hanks Ed Rubinoff |
| 1967  | -                                        | -                                        | 1er tour (1/32) Mr Rees      | Dorothy Head Koji Watanabe | 3e tour (1/16) R. Putticombe  | A. Van Zyl Frew McMillan | 1er tour (1/16) G. Sheppard | Winnie Shaw J. Drobný   |
| 1968  | -                                        | -                                        | -                            | -                          | 3e tour (1/16) John McDonald  | Maryna Godwin G. Garner  | -                           | -                       |
| 1969  | -                                        | -                                        | -                            | -                          | 2e tour (1/32) Ray Keldie     | F. McLennan Roger Taylor | -                           | -                       |

Sous le résultat, le partenaire ; à droite, l’ultime équipe adverse.

## Parcours en Coupe de la Fédération
| #                                                                             | Date       | Lieu                | Surface      | Gagnante(s)                        | Perdante(s)                     | Score         |          |
|                                                                               |            |                     |              |                                    |                                 |               |          |
| 1966 - 1er tour (groupe mondial) - Bulgarie - Canada - 1 : 2                  |            |                     |              |                                    |                                 |               |          |
| 1                                                                             | 10/05/1966 | Turin               | Terre (ext.) | Faye Urban                         | Lubka Radkova                   | 6-3, 6-0      | Parcours |
| 1                                                                             | 10/05/1966 | Turin               | Terre (ext.) | Vicky Berner Faye Urban            | Maria Chakarova Lubka Radkova   | 6-1, 6-0      | Parcours |
|                                                                               |            |                     |              |                                    |                                 |               |          |
| 1966 - 2e tour (groupe mondial) - Grande-Bretagne - Canada - 3 : 0            |            |                     |              |                                    |                                 |               |          |
| 2                                                                             | 12/05/1966 | Turin               | Terre (ext.) | Winnie Shaw                        | Faye Urban                      | 6-2, 6-2      | Parcours |
| 2                                                                             | 12/05/1966 | Turin               | Terre (ext.) | Ann Haydon-Jones Elizabeth Starkie | Brenda Nunns Faye Urban         | 8-6, 6-3      | Parcours |
|                                                                               |            |                     |              |                                    |                                 |               |          |
| 1967 - 2e tour (groupe mondial) - Suisse - Canada - 1 : 2                     |            |                     |              |                                    |                                 |               |          |
| 3                                                                             | 08/06/1967 | Berlin              | Terre (ext.) | Silvia Gubler                      | Faye Urban                      | 6-2, 6-3      | Parcours |
| 3                                                                             | 08/06/1967 | Berlin              | Terre (ext.) | Vicky Berner Faye Urban            | Silvia Gubler Anne-Marie Studer | 6-3, 6-1      | Parcours |
|                                                                               |            |                     |              |                                    |                                 |               |          |
| 1967 - 1/4 de finale (groupe mondial) - Allemagne de l'Ouest - Canada - 3 : 0 |            |                     |              |                                    |                                 |               |          |
| 4                                                                             | 09/06/1967 | Berlin              | Terre (ext.) | Helga Schultze                     | Faye Urban                      | 7-5, 6-4      | Parcours |
| 4                                                                             | 09/06/1967 | Berlin              | Terre (ext.) | Edda Buding Helga Schultze         | Vicky Berner Faye Urban         | 6-1, 6-1      | Parcours |
|                                                                               |            |                     |              |                                    |                                 |               |          |
| 1968 - 2e tour (groupe mondial) - Afrique du Sud - Canada - 3 : 0             |            |                     |              |                                    |                                 |               |          |
| 5                                                                             | 22/05/1968 | Paris               | Terre (ext.) | Annette Van Zyl                    | Faye Urban                      | 3-6, 6-4, 6-2 | Parcours |
| 5                                                                             | 22/05/1968 | Paris               | Terre (ext.) | Annette Van Zyl Maryna Godwin      | Vicky Berner Faye Urban         | 6-1, 6-2      | Parcours |
|                                                                               |            |                     |              |                                    |                                 |               |          |
| 1969 - 1er tour (groupe mondial) - Hongrie - Canada - 0 : 3                   |            |                     |              |                                    |                                 |               |          |
| 6                                                                             | 19/05/1969 | Athènes             | Terre (ext.) | Faye Urban                         | Erzsébet Polgár                 | 1-6, 8-6, 6-2 | Parcours |
| 6                                                                             | 19/05/1969 | Athènes             | Terre (ext.) | Jane O'Hara Faye Urban             | Katalin Borka Éva Szabó         | 6-1, 10-8     | Parcours |
|                                                                               |            |                     |              |                                    |                                 |               |          |
| 1969 - 2e tour (groupe mondial) - Allemagne de l'Ouest - Canada - 3 : 0       |            |                     |              |                                    |                                 |               |          |
| 7                                                                             | 22/05/1969 | Athènes             | Terre (ext.) | Helga Masthoff                     | Faye Urban                      | 6-4, 6-1      | Parcours |
| 7                                                                             | 22/05/1969 | Athènes             | Terre (ext.) | Helga Masthoff Heide Schildknecht  | Jane O'Hara Faye Urban          | 6-3, 6-2      | Parcours |
|                                                                               |            |                     |              |                                    |                                 |               |          |
| 1970 - 2e tour (groupe mondial) - Pays-Bas - Canada - 3 : 0                   |            |                     |              |                                    |                                 |               |          |
| 8                                                                             | 20/05/1970 | Fribourg-en-Brisgau | Terre (ext.) | Marijke Jansen                     | Faye Urban                      | 6-2, 6-3      | Parcours |